# Blokhus
Blokhus er en lille turist- og badeby i Vendsyssel med 473 indbyggere  (2025), beliggende i Hune Sogn ved Skagerrak. Byen ligger i Jammerbugt Kommune og hører til Region Nordjylland. Oprindeligt havde Blokhus karakter af at være ladeplads før turismen kom til stedet.

## Historie
Blokhus var i 1600-tallet og frem til 1800-tallet et søfartssamfund, der helt eller delvist ernærede sig ved skibsfart med Norge. Skudehandelens oprindelse fortaber sig i historien, men ved Plakat af 4 Sept. 1680 gav man beboerne i Klitmøller, Blokhus og ved Tornby Strand tilladelse til at udføre korn til Norge og indføre trælast derfra mod at erlægge told . I 1682 talte bebyggelsen Blokhus 15 huse med jord, det dyrkede areal udgjorde blot 7,7 Tdr. Ld., skyldsat til 0,82 Tdr.Hrtk. 
I 1700-tallet forekom flere tingsvidner om Blokhus deltagelse i den norske skudehandel .
Omkring 1859 beskrives Blokhus således: "Blokhuus med Gjæstgiveri, Herredsfogedbolig, Sæde for Forligelsescommissionen og Thingsted for Hvetbo Herreds Jurisdiction, Bolig for Toldcontrolleur, Bageri, Befordringsstation, Redningsstation, Vindmølle", og det oplyses yderligere, at der fra Blokhus drives "Skibsfart paa Norge, Kjøbmandshandel og adskillig Kjøbstednæring. Her afholdes et Foraarsmarked med Heste, Kreaturer, Avlsredskaber og Trævare". 
Blokhus havde i 1801 115 indbyggere, i 1840 137 indbyggere, i 1860 142 indbyggere, i 1870 149 indbyggere, i 1880 151 indbyggere.
Tidligere lå Blokhus i Hvetbo herred, indtil 1970 Hjørring amt, 1970-2006 Nordjyllands amt.

## Blokhus i dag
I dag er Blokhus en populær ferieby, som hvert år bringer omkring 1 million gæster til området. Et af trækplastrene er Blokhus Strand, som er en badestrand med fint lyst sand, der grænser op til et klitområde. Hvert år mellem 1.maj og 30. september stilles de 47 karakteristiske hvide strandhuse op på stranden, som kan tilgås med bil. Blokhus Strand har fået EU's kvalitetsstempel, det Blå Flag, og i sommersæsonen er der en livredder på stranden. I 2011 blev der opført et nyt strandcenter på Blokhus Strand med toiletfaciliteter, iskiosk og café. Ved strandcenteret affyrer Blokhus Kanonlaug deres kanon hver aften i sommersæsonen. I 2012 år blev det tidligere bowlingcenter på torvet i Blokhus ombygget til shoppingcenteret, Blokhuset. Der er desuden blevet bygget en stor udendørs scene på torvet i Blokhus, som har dannet rammen om tilbagevendende koncerter i sommerhalvåret. Scenen er blevet ombygget og flyttet til den ene ende af torvet i 2013.
Ved Blokhus by ligger den 642 ha store Blokhus Klitplantage, som forvaltes af Naturstyrelsen Vendsyssel. I plantagen mellem Blokhus og Hune ligger Gateway Blokhus, hvor der blandt andet er en naturlegeplads, et picnicområde og en naturbageovn til fri afbenyttelse. Derudover er der fra Gateway Blokhus også adgang til en mountainbikerute og en række vandrestier. I klitplantagens nordlige del er der en hundeskov, hvor hunde må færdes uden snor. Blokhus og det omkringliggende område rummer desuden en række andre attraktioner som Fårup Sommerland, Kulturhuset Blokhus, Anne Justs Have og Redningsstation Blokhus.
- Badehuse på stranden ved Blokhus
- Jammerbugten ved Blokhus
- Blokhus Strand

## Eksterne links
- VisitJammerbugtens officielle turisthjemmeside Arkiveret 2. december 2013 hos  Wayback Machine